# La nave corsara
La nave corsara (The Letter of Marque) è il dodicesimo romanzo della saga di Jack Aubrey e Stephen Maturin, personaggi immaginari, anche se Aubrey è ispirato alle imprese di Lord Cochrane. Da questi romanzi è stato tratto il film Master and Commander - Sfida ai confini del mare, con Russell Crowe.
In effetti la sceneggiatura del film è un sunto di episodi tratti dai vari romanzi della serie.

## Trama
Jack Aubrey, condannato per frode in borsa, è stato radiato dai ruoli della Royal Navy, ma l'amico Stephen Maturin ha acquistato la vecchia fregata Surprise, messa in disarmo, per farne una nave corsara. In realtà la nave dovrà andare in missione per conto dell'Ammiragliato in Sud America, ma Jack ancora lo ignora. Comunque, arruola un equipaggio, fatto di gente scelta, e inizia l'addestramento. Durante la crociera di prova, si imbattono in un brigantino americano e lo catturano, per poi scoprire che è la nave che coopera con la fregata Spartan, un vascello corsaro franco-americano. Ottenute alcune informazioni, non solo catturano la Spartan, ma anche quattro sue prede, e tornano in Inghilterra con gli onori della cronaca. 
Ma la gloria non basta ad assicurare il reintegro a Jack: l'Ammiragliato gli fa sapere per vie traverse che potrebbe essere reintegrato ammettendo la propria colpevolezza e chiedendo quindi il perdono, per non dover riconoscere un errore di valutazione del governo. Jack però rifiuta sdegnosamente.
Soltanto una vittoria con una nave di forza pari alla sua potrebbe fargli ottenere il perdono reale. Questa nave si chiama Diane, una fregata francese ancorata nel porto di Saint-Martin e in procinto di salpare per l'America del Sud. Dopo un durissimo addestramento, Jack e i suoi uomini catturano la nave con un'azione che non ha precedenti nella storia navale inglese. 
Tornati in Inghilterra, Jack Aubrey, osannato come un eroe, ottiene il reintegro nel servizio. In seguito alla morte del padre, eredita tutte le sue fortune, compreso un seggio nel parlamento.
Stephen Maturin si reca in Svezia a far visita alla moglie Diana, per restituirle un gioiello che lei credeva perduto per sempre e per proporle di trasferirsi in Inghilterra insieme a lui. Lei inizialmente non accetta, ma poi, anche in seguito ad un incidente occorso a Stephen, decide di mettere da parte alcune vecchie incomprensioni che avevano minato il loro rapporto e di tornare a vivere con il marito.

## Edizioni
- Patrick O'Brian, La nave corsara, traduzione di Paola Merla, collana La Gaja scienza, Longanesi, 2001,  p. 300, ISBN 88-304-1970-2.